# Almati
Almati, ou Almaty (em cazaque: Алматы; pronúncia local: [ɑlmɑˈtə] (escutarⓘ)), anteriormente designada de Verny e Alma-Ata, é a maior cidade do Cazaquistão, com uma população de cerca de 2 milhões de habitantes. Foi a capital do Cazaquistão de 1929 a 1936 como uma república autônoma, de 1936 a 1991 como uma república da união e de 1991 a 1997, quando o governo mudou a capital para Aqmola (renomeada Astana em 1998).
Almati ainda é o principal centro comercial e cultural do Cazaquistão, bem como sua cidade mais populosa e cosmopolita. A cidade está localizada na área montanhosa do sul do Cazaquistão, perto da fronteira com o Quirguistão.
A cidade faz parte da Rede de Cidades Criativas da UNESCO na área da música desde novembro de 2017. A cidade foi sede de uma conferência internacional sobre atenção primária à saúde em 1978, onde foi adotada a Declaração de Alma-Ata, marcando uma mudança de paradigma na saúde pública global.

## História
Foi conhecida como "Verny" (Верный) entre 1867 e 1921, "Alma-Ata" (Алма-Ата) de 1921 a 1994, significando "lugar das maçãs". Em 1929 tornou-se capital da RSS do Cazaquistão e, em 1991, manteve-se como capital do Cazaquistão independente. Em 1998, a capital foi transferida para Astana, todavia sem tirar de Almati a condição de maior e mais importante cidade do país.
Fundada por cossacos da região de Omsk como um forte de nome Zailiysky em 1854, aos pés da cadeia montanhosa de Tian Shan, foi renomeada um ano depois como Verny. Um devastador terremoto em 1911 destruiu praticamente toda a cidade; o único edifício alto que não ruiu foi a catedral russo-ortodoxa.
Na década de 1920, depois do fim da construção da Via ferroviária Turquestão–Sibéria, Alma-Ata, como era então conhecida, tornou-se o mais importante ponto intermediário do trajeto do caminho de ferro.

## Geografia
A cidade é servida pelo Aeroporto Internacional de Almati.
A cidade possui um distrito, Ile.

## Esportes
Almati foi candidata a sediar os XXII Jogos Olímpicos de Inverno em 2014, porém foi eliminada, não fazendo parte da curta lista de cidades candidatas finais. Almati, contudo, sediou os Jogos Asiáticos de Inverno de 2011 e também a Universíada de Inverno de 2017. A cidade ainda se candidatou aos Jogos Olímpicos de Inverno de 2018, mas ainda não enviou um registro formal de pré-candidatura. A cidade se candidatou a sediar os Jogos olímpicos de inverno, desta vez pleiteando sediar o evento em 2022, foi escolhida uma das três finalistas, mas acabou sendo derrotada pela escolha de Pequim.

## Clima
O seu clima apresenta uma grande variação de temperatura ao longo do ano, sendo que recordes, positivo e negativo são 41,7 °C e -34,1 °C, respectivamente.
| Dados climatológicos para Almati | Dados climatológicos para Almati | Dados climatológicos para Almati | Dados climatológicos para Almati | Dados climatológicos para Almati | Dados climatológicos para Almati | Dados climatológicos para Almati | Dados climatológicos para Almati | Dados climatológicos para Almati | Dados climatológicos para Almati | Dados climatológicos para Almati | Dados climatológicos para Almati | Dados climatológicos para Almati | Dados climatológicos para Almati |
| Mês                              | Jan                              | Fev                              | Mar                              | Abr                              | Mai                              | Jun                              | Jul                              | Ago                              | Set                              | Out                              | Nov                              | Dez                              | Ano                              |
| -------------------------------- | -------------------------------- | -------------------------------- | -------------------------------- | -------------------------------- | -------------------------------- | -------------------------------- | -------------------------------- | -------------------------------- | -------------------------------- | -------------------------------- | -------------------------------- | -------------------------------- | -------------------------------- |
| Temperatura máxima média (°C)    | −0,2                             | 1,4                              | 7,0                              | 17,2                             | 21,6                             | 26,7                             | 29,8                             | 28,7                             | 23,8                             | 15,9                             | 7,5                              | 2,4                              | 15,2                             |
| Temperatura mínima média (°C)    | −9,6                             | −8,2                             | −2,6                             | 6,1                              | 10,5                             | 15,2                             | 17,8                             | 16,3                             | 11,2                             | 4,5                              | −2,1                             | −6,7                             | 4,4                              |
| Precipitação (mm)                | 33                               | 41                               | 62                               | 111                              | 106                              | 61                               | 38                               | 27                               | 29                               | 56                               | 52                               | 41                               | 657                              |
| Fonte:                           |                                  |                                  |                                  |                                  |                                  |                                  |                                  |                                  |                                  |                                  |                                  |                                  |                                  |